# Epinephelus stictus
Epinephelus stictus, tên thường gọi là Black-dotted grouper (cá mú chấm đen), là một loài cá biển thuộc chi Epinephelus trong họ Cá mú. Loài này được mô tả lần đầu tiên vào năm 1987.

## Phân bố và môi trường sống
E. stictus có phạm vi phân bố ở vùng biển Tây Thái Bình Dương. Loài này được tìm thấy dọc theo bờ biển đông nam Trung Quốc và đảo Đài Loan, trải dài xuống phía nam đến khắp bờ biển Việt Nam; xa nhất về phía bắc mà E. stictus được tìm thấy là đến miền nam Nhật Bản. Ở phía nam, chúng được tìm thấy rải rác xung quanh đảo Java và ngoài khơi Tây Úc. Loài này sống xung quanh các rạn san hô trên vùng đáy bùn, độ sâu sinh sống khoảng từ 37 đến 142 m.

## Mô tả
E. stictus trưởng thành có chiều dài cơ thể lớn nhất đo được là 33 cm. Thân thuôn dài, hình bầu dục. Cơ thể có màu vàng nâu với nhiều chấm đen phủ khắp đầu và thân trên; phần ngực và phần dưới đầu màu cam đỏ nhạt. Trên thân có 5 dải sọc mờ. Vây lưng mềm và vây đuôi có rìa hẹp màu nâu sẫm.
Số gai ở vây lưng: 11; Số tia vây mềm ở vây lưng: 15 - 16; Số gai ở vây hậu môn: 3; Số tia vây mềm ở vây hậu môn: 8; Số gai ở vây bụng: 1; Số tia vây mềm ở vây bụng: 5; Số tia vây mềm ở vây ngực: 18 - 20; Số vảy đường bên: 48 - 51; Số đốt sống: 24.
Thức ăn của E. undulatostriatus là các loài cá nhỏ hơn, động vật thân mềm và động vật giáp xác. Loài này nhìn chung không có giá trị thương mại cao.